# Friedhelm Haak
Friedhelm Haak (* 11. November 1945 in Boekzetelerfehn) ist ein deutscher Zeitungsverleger, Medienunternehmer- und berater. Er war ab 1983 bei der Verlagsgesellschaft Madsack beschäftigt und von 2006 bis 2013 deren Aufsichtsratsvorsitzender.

## Leben
Haak machte sein Abitur am Gymnasium Ulricianum in Aurich, bevor er zwischen 1965 und 1967 als Reserveleutnant bei der Luftwaffe diente. 1971 schloss er ein Studium der Betriebswirtschaftslehre an der Freien Universität Berlin ab. Er promovierte 1973 über Computergestützte Informationssysteme in Regierung und Verwaltung: Strukturen, Konzepte und ihre gesellschaftspolitischen Implikationen unter der Betreuung von Carl Böhret und Gernot Wersig. Er lebt mit seiner Familie in Hannover.

## Berufslaufbahn

### Frühe Laufbahn
Haak gründete 1975 die Systemgastronomie-Beratungsfirma GBB Gastronomie Betriebs- und Beratungsgesellschaft in Bochum. 1976 trat Haak als Projektmanager für spanischsprachige Länder in die DEG ein, einer Tochtergesellschaft der KfW. 1978 übernahm Haak bei der DEG die Abteilung für Spezialaufgaben in spanisch- und portugiesischsprachigen Ländern des globalen Südens. Von 1980 bis 1983 leitete er die Holdinggesellschaft der Hamburger Buchdruckerei und Verlagsanstalt Auerdruck GmbH. Haak wurde mit der Konsolidierung der verschiedenen Teilbereiche des Unternehmens, dem Aufbau einer neuen Unternehmensstruktur und der Schaffung einer konzerneinheitlichen Steueroptimierung beauftragt. Ferner war Haak Geschäftsführer der vier Tochtergesellschaften DDVG, Solidarität, Verwaltungsgesellschaft für Printmedien-Beteiligunge und der Westfälischen Verlagsgesellschaft sowie allein zeichnungsberechtigter Geschäftsführer der Deutschen Druck- und Verlagsgesellschaft GmbH in Hamburg.

### Verlagsgesellschaft Madsack
Im Oktober 1983 nahm Haak das Angebot an, Geschäftsführer für Finanzen und audiovisuelle Märkte bei der Verlagsgesellschaft Madsack zu werden. Mit Einführung des Dualen Rundfunksystems ergänzte Madsack sein Medienangebot durch die Gründung der TVN um Fernsehdienstleistungen. Bereits 1984 realisierte TVN den Sendebetrieb einiger Regionalprogramme und war am Sendebetrieb von Sat1 ab 1989 beteiligt.
1995 übernahm Haak den Vorsitz des Madsack-Konzernvorstandes. Unter der Führung von Haak expandierte Madsack weiter. Anfang 1991 sprach die Treuhandgesellschaft der Verlagsgesellschaft und dem Axel Springer Verlag zu gleichen Teilen die Leipziger Verlags- und Druckereigesellschaft zu. Dazu zählten neben der Leipziger Volkszeitung auch deren Unterausgaben sowie die Dresdner Neuesten Nachrichten. Die publizistische und verlegerische Führung lag bei Madsack. 1996 begann die Gesellschaft ihr erstes Nachrichtenangebot im Internet (Madsack On Line). Mit der Zeit folgten, ergänzend zu den Angeboten im Druckbereich, Angebote im Online-Bereich sowie für mobile Endgeräte. Darüber hinaus wurden neben dem Druckgeschäft weitere Geschäftsfelder aufgebaut, im Post- und Logistikgeschäft mit der Gründung der Citipost (1998) und im Bereich Corporate Publishing mit der Gründung der Madsack Medienagentur (2006).
Nach elf Jahren als Vorstandsvorsitzender wechselte Haak 2006 in den Vorsitz des Aufsichtsrats und wurde von Herbert Flecken beerbt. Sein Stellvertreter im Aufsichtsrat war zu dieser Zeit der ehemalige Präsident von Arte TV und NDR-Generaldirektor Jobst Plog. Haak verließ das Unternehmen 2013 nach mehr als 30 Jahren im Madsack-Verlag. Sein Nachfolger im Aufsichtsrat wurde Karl Baedeker. Haak machte sich daraufhin als Medienberater selbständig und arbeitete hauptsächlich im Bereich der strategischen Unternehmensberatung.

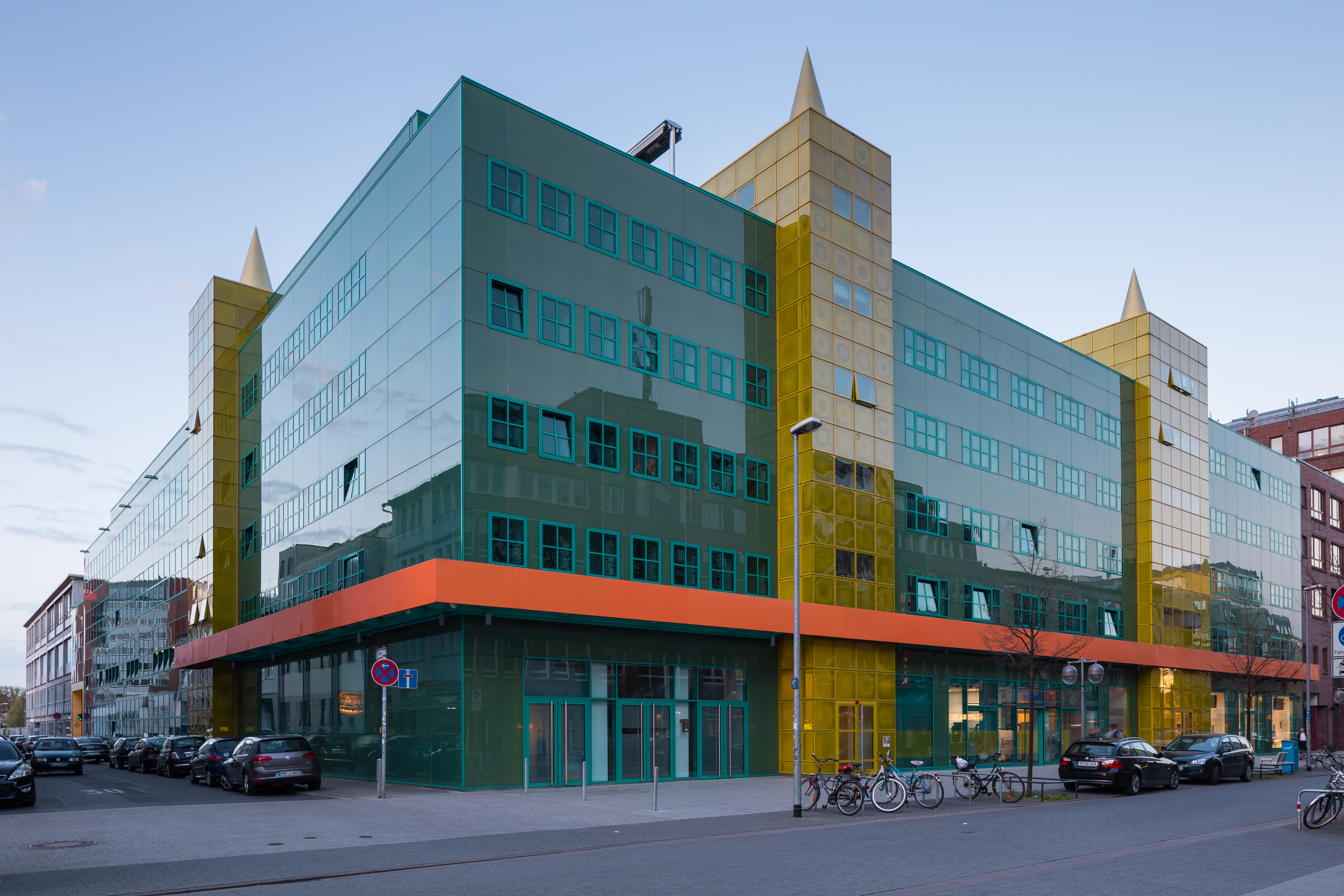
Mendini-Haus in Hannover

## Mitgliedschaften und Lehrtätigkeiten
Friedhelm Haak ist Mitglied des Stiftungsrates der MHH-plus-Stiftung der Medizinischen Hochschule Hannover. Haak war zudem von 2013 bis 2019 Mitglied des Kuratoriums der Humboldt-Universitätsstiftung in Berlin und Mitglied des Verbandes Nordwestdeutscher Zeitungsverlage (VNZV). Er war Aufsichtsratsmitglied der Deutschen Presse-Agentur von 2005 bis 2006.
Haak war von 1993 bis 2009 Lehrbeauftragter an der Leibniz-Universität Hannover am Institut für Konjunkturpolitik. Er war Dozent an der Universität St. Gallen in der Schweiz.

## Television Programm- und Nachrichtengesellschaft (TVN)
1984 gründete Haak als Gründungsgeschäftsführer für Madsack die TVN Group Holding, eine eigene TV-Produktionsfirma, welche sowohl für private als auch öffentlich-rechtliche Rundfunkanstalten produzierte. Unter anderem wirkt TVN als europaweiter Dienstleister an TV-Großereignissen wie der Bundesliga, Champions League oder dem Eurovision Song Contest mit.

## Wissenschaftliche Publikationen
- Friedhelm E. Haak: Computergestützte Informationssysteme in Regierung und Verwaltung . Strukturen , Konzepte und ihre gesellschaftspolitischen Implikationen, Berlin 1974, Zentrum Berlin für Zukunftsforschung, 213 S.